# نوفوبافلوفكا
نوفوبافلوفكا قرية في مقاطعة سوقولوق من إقليم تشوي في قيرغيزستان. بلغ عدد سكانها حوالي 21،357 نسمة في عام 2009.
وتعتبر مركز التجمع الرئيس للمجتمع الألماني في قيرغيزستان، ومن أبرز سكانها لاعبة ألعاب القوى Lilli Schwarzkopf [الإنجليزية] و لاعب كرة القدم إدغار بيرنهاردت.